# Laedorcari
Laedorcari is een kevergeslacht uit de familie van de boktorren (Cerambycidae). De wetenschappelijke naam van het geslacht werd voor het eerst geldig gepubliceerd in 2011 door Santos-Silva, Clarke & Martins.

## Soorten
Laedorcari omvat de volgende soorten:
- Laedorcari fulvicollis (Lacordaire, 1868)
- Laedorcari pubipennis (Fisher, 1952)
- Laedorcari vestitipennis (Zajciw, 1963)